# Hatanaka (cráter)

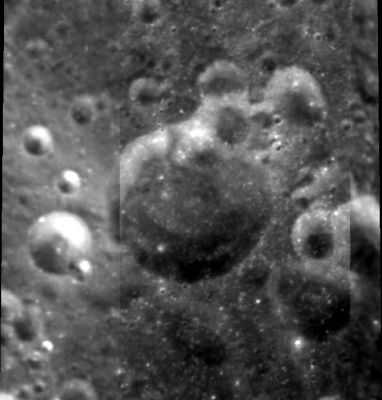
Fotografía de la misión Clementine (1994)

Hatanaka es un cráter de impacto que se encuentra en la cara oculta de la Luna, prácticamente en el límite de la extremidad occidental, al oeste del cráter de mayor tamaño Leucippus, y al noroeste del cráter satélite todavía más grande Leucippus Q. Su nombre conmemora al astrónomo japonés Takeo Hatanaka (1914 - 1963).
Se trata de una formación algo erosionada, con un par de pequeños impactos que interrumpen el borde norte. La pared interior tiene una ligera cornisa a lo largo de la cara sur, presentando en el resto del cráter una simple pendiente que conduce a una plataforma interior relativamente sin rasgos distintivos. Un pequeño cráter aparece en la pared interna septentrional, formando parte de una catena de cráteres que cruza el borde en esa área.

## Cráteres satélite
Por convención estos elementos se identifican en los mapas lunares colocando la letra en el lado del punto central del cráter más cercano a Hatanaka.
|          | \| Hatanaka \| Coordenadas \| Diámetro \| \| -------- \| ------------------------------- \| -------- \| \| Q \| 26°06′N 124°12′O / 26.1, -124.2 \| 20 km \| |          |
| Hatanaka | Coordenadas | Diámetro |
| Q        | 26°06′N 124°12′O / 26.1, -124.2 | 20 km    |